# Molinia caerulea
Molinie bleue
Espèce
Molinia caerulea, la molinie bleue, aussi appelée « paleine », est une espèce de plantes monocotylédones de la famille des Poaceae, sous-famille des Arundinoideae, originaire d'Eurasie et d'Afrique du Nord.
Ce sont des plantes herbacées vivaces poussant en touffes jusqu'à 2 mètres de haut, qui préfèrent les sols acides.
Cette espèce forme localement des peuplements denses monospécifiques très étendus, les « molinaies ».

## Dénomination

### Étymologie
Le nom générique, « Molinia », est un hommage au botaniste chilien, Juan Ignacio Molina (1740-1839).
Quant à l'épithète spécifique, « caerulea », c'est un adjectif latin signifiant « bleu sombre » qui se réfère à la couleur bleu violacé des panicules.

### Noms vernaculaires
Molinie bleue, canche bleue, molinie d'Allemagne, guinche, jonchée,. En gascon « auguicha » ou « auga ».

## Description

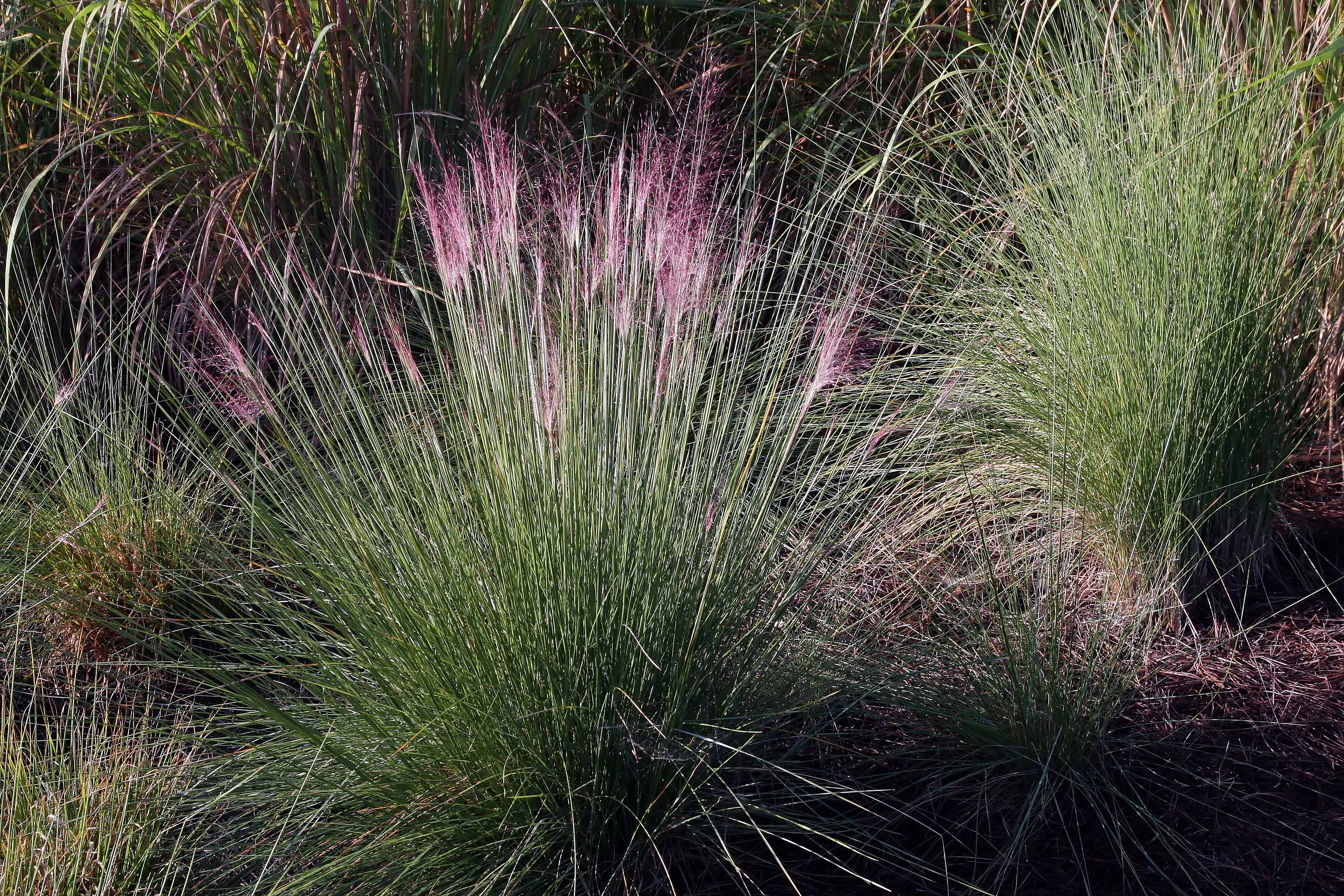
Touffe de molinie bleue, avec inflorescences épanouies (Arboretum de Caroline du Nord, Asheville).

La molinie bleue est une plante herbacée, vivace, cespiteuse, aux tiges (chaumes) raides, dressées pouvant atteindre de 15 cm à 1,2 m, voire 1,5 ou 2 m de long. Ces tiges sont renflées à la base formant des cormes allongés.
Les feuilles, surtout basales, ont un limbe au bord scabéruleux, de 10 à 45 cm de long sur 3 à 10 mm de large, avec une ligule réduite à une rangée de poils,.
La floraison a lieu de juillet à septembre. L'inflorescence est une panicule de couleur violacée ou verdâtre, longue et lâche, linéaire ou oblongue, de 5 à 40 cm de long sur 1 à 10 cm de large.
Les épillets, solitaires et pédicellés, de forme lancéolée ou oblongue, de 4 à 9 mm de long, sont composés de 1 à 4, voire 6 fleurons fertiles très espacés, avec des fleurons réduits à l'apex. Ils se désarticulent à maturité sous chaque fleuron fertile.
Ils sont sous-tendus par des glumes similaires, membraneuses, non carénées, lancéolées ou ovales, à l'apex aigu, plus courtes que l'épillet. La glume inférieure, la plus courte, fait de 1,5 à 3 mm de long et ne présente aucune nervure latérale. La glume supérieure, 2,5 à 4 mm de long, soit environ les deux-tiers de la longueur de la lemme adjacente, présente de 1 à 3 nervures latérales.
Les fleurons, de couleur pourpre, présentent un callus glabre et comptent deux lodicules charnus, trois anthères de 1,5 à 3 mm de long et deux stigmates.
Ils sont enfermés dans deux glumelles un peu inégales, de 4 à 6 mm de long, une lemme membraneuse présentant 3 à 5 nervures et une paléole à 2 nervures.
On observe parfois des inflorescences présentant de petites pousses feuillées à la base des fleurs (viviparité),.
Le fruit est un caryopse obovoïde, au péricarpe tardivement libre. Il présente un embryon dont la longueur est d'un tiers de celle du caryopse et un hile linéaire aussi long que le caryopse.
Caryologie
 Molinia caerulea est une espèce polyploïde, considérée par certains auteurs comme un complexe d'espèces, chez lequel les niveaux de ploïdie sont très divers :  diploïde (2n = 2x = 18), tétraploïde (2n = 4x = 36), hexaploïde (2n = 6x = 54),octoploïde (2n = 8x = 72), décaploïde (2n = 10x = 90) et dodécaploïde (2n = 12x = 108).

## Écologie

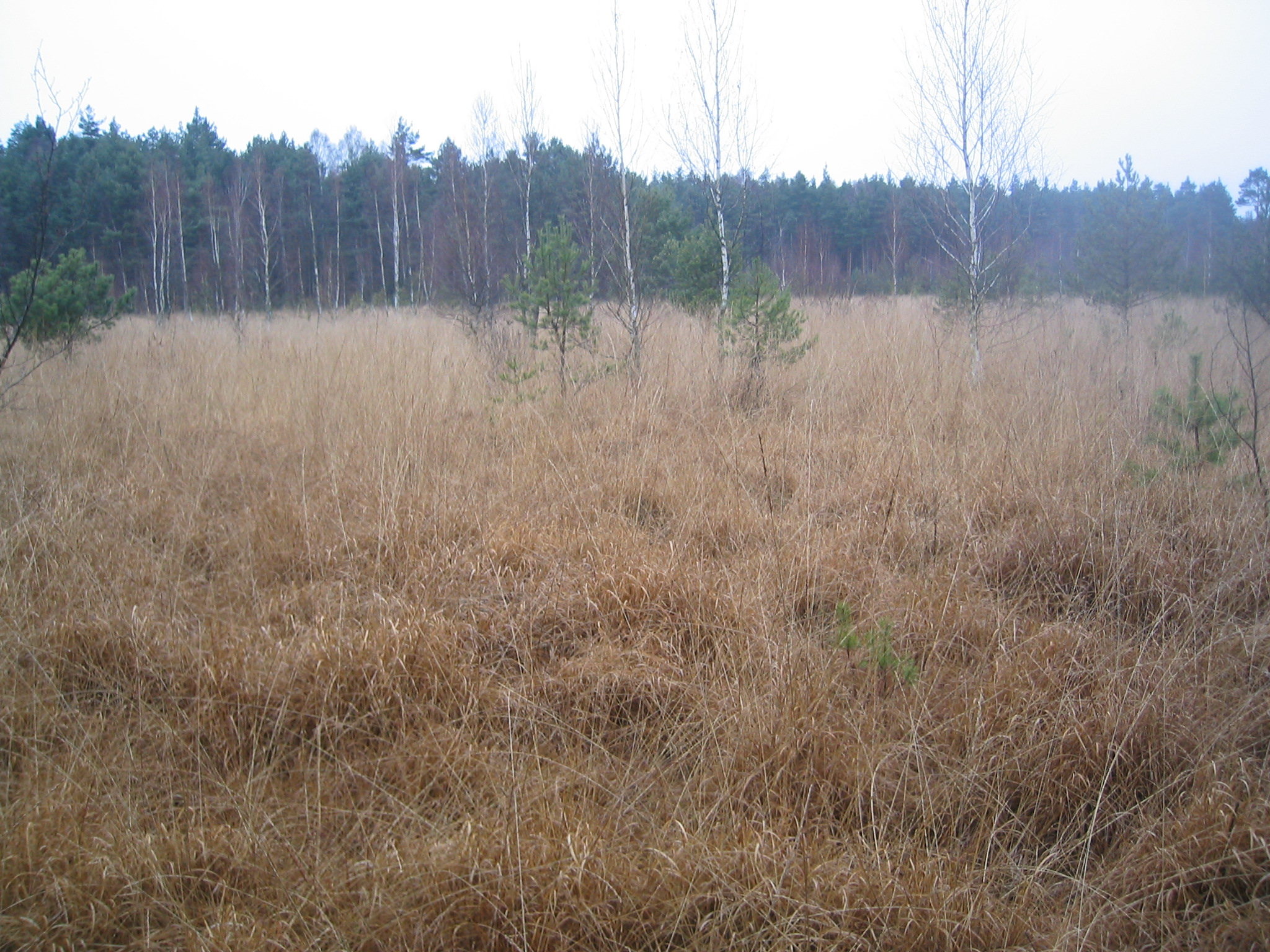
Aspect typique des tapis de molinie bleue dans les landes humides en hiver.
Ce « foin » est apprécié de certains oiseaux qui en tapissent leur nid au printemps.

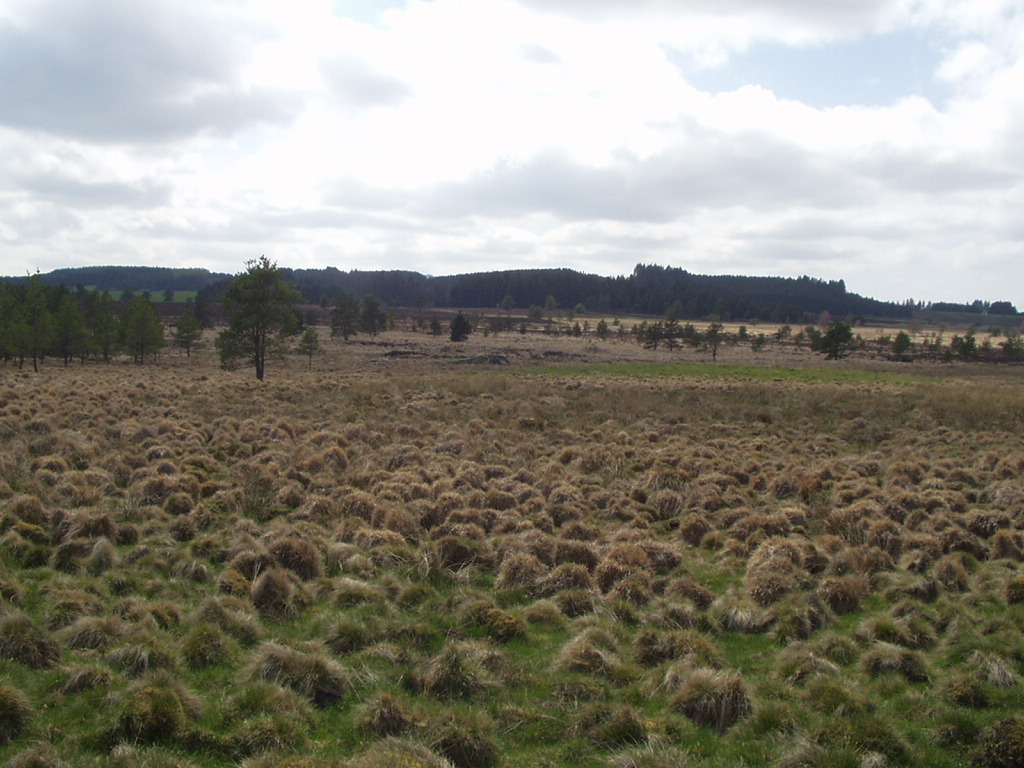
Formation de « touradons » de Molinie, après des décennies d'accumulation de générations annuelles les unes sur les autres.

Dans les milieux oligotrophes et acides que sont les landes humides, les molinies bleues forment des tapis caractéristiques en touradons, sortes de mottes constituées par les parties anciennes de la plante, accumulées durant des décennies et prenant l'aspect de souches surélevées rendant la marche parfois difficile. Ces plantes semblent, avec les sphaignes, jouer un rôle de plantes facilitatrices : bruyères, bouleaux, bourdaines s'y établissent volontiers si le niveau de l'eau le permet.
Les touradons servent d'abris à de nombreux organismes, dont tritons, salamandres, grenouilles et crapauds, tout ou partie de l'année.
Plusieurs facteurs favorisent le développement des peuplement de molinie bleue : sa reproduction par petites graines, facilement disséminées par le vent, et par rhizomes ; la formation de peuplements monospécifiques sous forme de touradons ; sa diversité génétique et sa plasticité qui lui permettent de coloniser des milieux très divers ; les dépôts aériens d'azote, l'assèchement du sol et les incendies (espèce pyrophyte) lui sont favorables.
Dans les fagnes, notamment en Wallonie, la molinie a été décrétée « plante envahissante », car elle étouffe les espèces de basse taille telles les myrtilles, les airelles et les narthécies. Elle fait, dans certaines zones, l'objet de fraisage et d'étrépage, opérations destinées à l'éradiquer et à permettre la germination de graines qui se trouvent dans le sol et que son omniprésence étouffante empêche de germer.
Ces opérations sont subventionnées par l'Union européenne dans le cadre de projets LIFE et réalisées ou en voie de réalisation dans l'ensemble du territoire wallon.

## Distribution et habitat
L'aire de répartition originelle de la molinie bleue comprend :
- l'Afrique du Nord : Algérie, Maroc, Tunisie ;
- l'Asie centrale et occidentale : Azerbaïdjan, Kazakhstan, Sibérie (Kurgan, Omsk, Tioumen), Liban, Turquie ;
- L'Europe de la péninsule ibérique à la Scandinavie et de l'Irlande et du Royaume-Uni à la fédération de Russie et à la Grèce[12].

L'espèce est en forte progression en Europe occidentale depuis le milieu du XXe siècle.
Elle s'est répandue en Amérique du Nord et s'est naturalisée aux États-Unis et au Canada.
La molinie bleue est une espèce assez généraliste qui se rencontre dans les prairies ou les sous-bois humides siliceux et acides, les landes, les tourbières, les molinaies. Prospérant en plein soleil (espèce héliophile) mais tolérante à l'ombre, relativement indifférente à l'humidité du sol, tolérant de grande fluctuations dans la disponibilité en eau, elle se présente sous la forme de deux écotypes adaptés l'un aux sols plus acides, l'autre aux sols neutres à basiques.
On la rencontre depuis les plaines jusqu'à une altitude de 2300 mètres environ en montagne.
Cette espèce forme de vastes peuplements monospécifiques sur tourbières dégradées. Non turfigène, elle remplace alors les sphaignes et leur cortège de plantes associées, qui sont responsables de la formation continue et de la conservation de la tourbe.
Bouleaux, pins, bourdaines et prunelliers sont les premières essences à coloniser la lande à molinie, au point de l'assécher et de la faire disparaître (quand la nappe est juste affleurante et permet leur croissance).

## Utilisation

### Vannerie

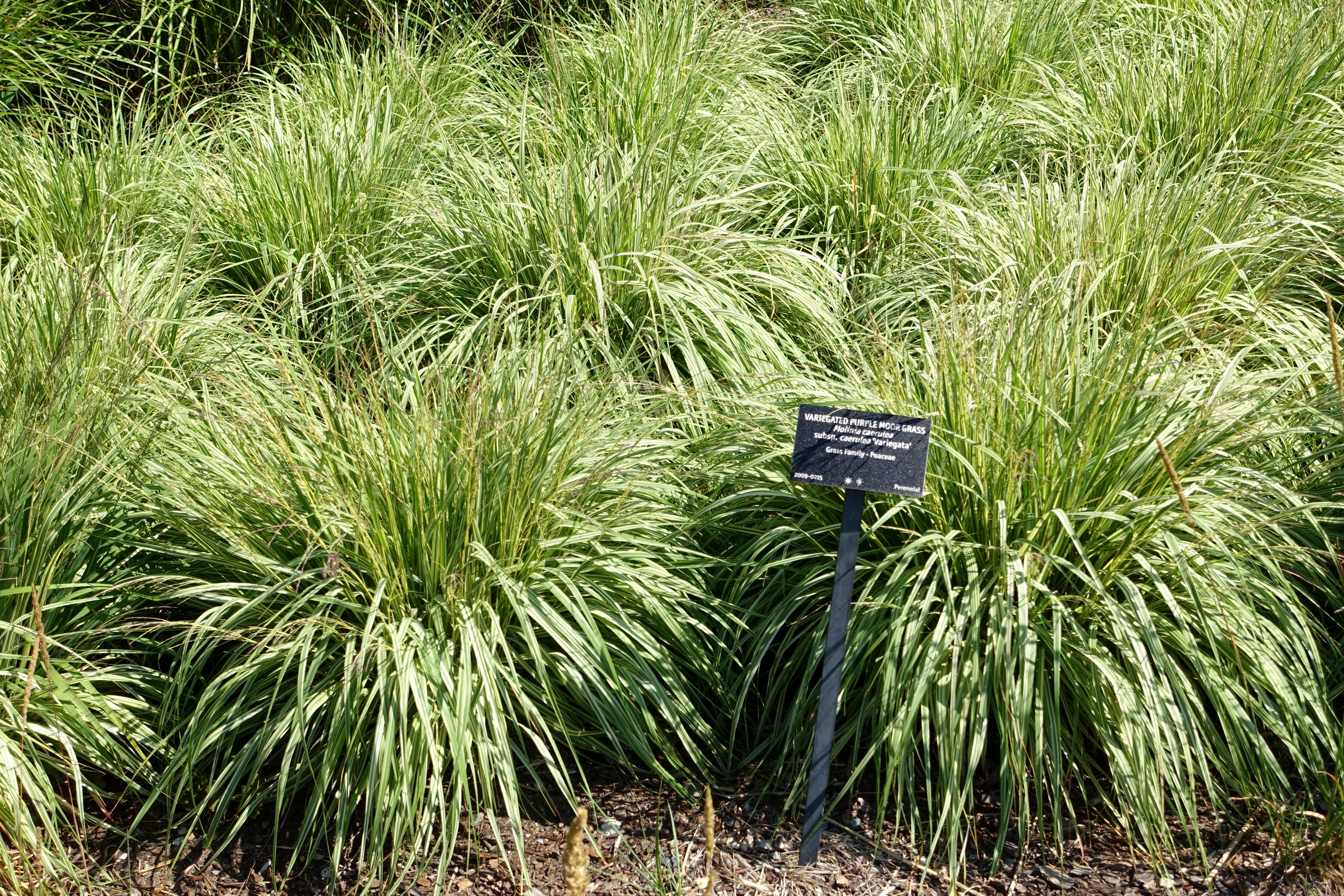
Molinia caerulea 'Variegata' (jardin botanique VanDusen de Vancouver)

On l'utilise en vannerie spiralée cousue souvent par des éclisses de ronce.

### Graminée ornementale
Des variétés à feuilles panachées sont cultivées dans les jardins d'ornement pour former des bordures, par exemple Molinia caerulea 'Variegata'.
Exemple de cultivars commercialisés dans les jardineries, :
- Molinia caerulea susp caerulea : 'Dauerstrahl', 'Edith Dudszus', 'Heibraut', 'Moorflamme', Moorhexe', 'Strahlenquelle', 'Rotschopf', 'Variegata',
- Molinia caerulea susp arundinacea[16] : 'Bergfreund', 'Karl Foerster', 'Fontäne', 'Sky Racer', 'Transparent', 'Windspiel', 'Zuneigung'.

## Taxinomie
L'espèce Molinia caerulea a d'abord été décrite par Linné sous le nom d'Aira caerulea , publiée en 1753 dans son Species plantarum, puis renommée par le botaniste allemand, Conrad Moench, et publié en 1794 dans son Methodus Plantas Horti Botanici et Agri Marburgensis.

### Synonymes
Selon Catalogue of Life (1er novembre 2017) :
- Aira atrovirens Thuill.
- Aira caerulea L. (basionyme
- Amblytes caerulea Dulac
- Arundo agrostis Lapeyr. ex Willk. & Lange
- Cynodon caeruleus (L.) Raspail
- Enodium caeruleum (L.) Gaudin
- Enodium caeruleum subsp. atrovirens (Thuill.) Dumort.
- Enodium caeruleum var. divaricatum Dumort., nom. nud.
- Enodium litorale Rchb. ex Kunth, pro syn.
- Enodium sylvaticum Link, nom. superfl.
- Festuca caerulea (L.) DC.
- Hydrochloa caerulea (L.) Hartm.
- Melica alpina G.Don ex D.Don
- Melica arundinacea Raeusch., nom. nud.
- Melica atrovirens (Thuill.) Le Turq.
- Melica caerulea (L.) L.
- Melica caerulea var. major Roth
- Melica caerulea var. minor Schrad., nom. inval.
- Melica divaricata Meigen & Weniger
- Melica sylvatica Link ex Steud., nom. nud.
- Melica variabilis Schur
- Molinia altissima Link
- Molinia arundinacea Schrank
- Molinia arundinacea var. altissima (Link) Grabherr
- Molinia arundinacea subsp. freyi Dancák
- Molinia arundinacea var. litoralis (Host) Grabherr
- Molinia arundinacea var. robusta Milk.
- Molinia bertinii Carrière
- Molinia caerulea var. africana Maire
- Molinia caerulea var. altissima (Link) Beck
- Molinia caerulea subsp. altissima (Link) Domin
- Molinia caerulea subsp. arundinacea (Schrank) Paul ex Grabherr
- Molinia caerulea var. arundinacea (Schrank) Vis.
- Molinia caerulea var. breviramea Parn.
- Molinia caerulea var. depauperata Bab.
- Molinia caerulea var. divaricata Boenn.
- Molinia caerulea var. flavescens Boenn.
- Molinia caerulea var. foliosa Gaudin
- Molinia caerulea f. gigantea Koczw.
- Molinia caerulea subsp. hispanica L.Frey
- Molinia caerulea var. latifolia Blytt
- Molinia caerulea subsp. litoralis (Host) Braun-Blanq.
- Molinia caerulea var. litoralis (Host) Griseb.
- Molinia caerulea var. major (Roth) Mert. & W.D.J.Koch
- Molinia caerulea var. minima Burkhardt, nom. nud.
- Molinia caerulea var. minor Holandre
- Molinia caerulea var. rivulorum (Pomel) Trab.
- Molinia caerulea var. robusta Prahl
- Molinia caerulea var. salsuginosa Roshev.
- Molinia caerulea var. subspicata Boenn.
- Molinia caerulea var. sylvatica Döll
- Molinia caerulea var. sylvestris Schltdl.
- Molinia caerulea subsp. varia (Schrank) O.Schwarz
- Molinia caerulea f. variegata Beetle
- Molinia caerulea var. vivipara Boenn.
- Molinia depauperata Lindl. ex D.Don,
- Molinia euxina Pobed.
- Molinia horanszkyi Milk.
- Molinia hungarica Milk.
- Molinia litoralis Host
- Molinia minor (Holandre) Holandre
- Molinia pocsii Milk.
- Molinia rivulorum Pomel
- Molinia simonii Milk.
- Molinia simonii var. major Milk.
- Molinia sylvatica Link, nom. superfl.
- Molinia ujhelyii Milk.
- Molinia varia Schrank
- Molinia varia var. arundinacea (Schrank) Beck
- Molinia varia var. litoralis (Host) Beck
- Molinia variabilis' Wibel
- Poa caerulea (L.) Bernh.

### Liste des variétés
Selon The Plant List (1er novembre 2017) deux variétés sont acceptées (toutefois avec un niveau de confiance faible) 
- variété Molinia caerulea var. depauperata (Lindl.) Asch. & Graebn. (synonyme : Molinia depauperata Lindl)
- variété Molinia caerulea var. obtusa (Peterm.) Asch. & Graebn. (synonyme : Molinia obtusa Peterm.)